# Мустафа Ћемаловић
Мустафа Мујо Ћемаловић - Ћимба (Мостар, 1919 – Полог, код Мостара, 26. август 1943) био је учесник Народноослободилачке борбе и народни херој Југославије.

## Биографија
Рођен је 1919. у Мостару, где је завршио основну школу, а после изучио кројачки занат. Још као шегрт се укључио у револуционарни раднички покрет. Касније као малди радник је учествовао и у демонстрацијама које је организовала илегална Комунистичка партија Југославија (КПЈ).
После окупације Југославије, 1941. године укључио се у Народноослободилачки покрет (НОП). Био је најпре члан ударне групе која је упадала у војне магацине и из њих износила оружје, муницију и другу војну опрему. Крајем септембра 1941. године напустио је Мостар и отишао у партизане. Ступио је у тада формирани Коњички партизански батаљон (касније преименован у Мостарски). Овај батаљон је био састављен углавном од Мостараца – радника, студената и ђака. Као храбар борац се истакао већ у првим акцијама — у заузимању жандармеријских станица на Главатичеву, Бјелимићима и Рујишту.
Фебруара 1942. године примљен је у чланство Комунистичке партије Југославије). Убрзо потом је био постављен за заменика политичког комесара Друге чете. Јуна 1942. године приликом повлачења бораца Коњичког батаљона преко Прења, четници су заробили неколико партизана и одвели их у Коњиц. У акцији њиховог спашавања учествовао је и Мујо, заједно са још неколико бораца-бомбаша. Када су, после двадесет километара усиљеног марша, стигли у град, препливали су Неретву, и успели да се пребаце преко затворских зидина и ослободе заробљене другове.
Јануара 1943. године, Мостарски батаљон је, по дубоком снегу и ниској температури, у садејству с батаљонима Десете херцеговачке ударне бригаде, кренуо у напад на Жепче. Мујо се нарочито истакао у овој борби, а посебно у јуришу на оклопни вагон који је требало заузети бомбама. Тада је заробљена једна усташко-домобранска чета са свим наоружањем. За овај подвиг Мостарски батаљон је похваљен од Врховног команданта НОВ и ПОЈ Јосипа Броза Тита.
У нападу на Прозор, фебруара 1943. године, у току Четврте непријатељске офанзиве, борци Мостарског батаљона су се први пробили у град и изнутра нападали непријатеља, који се укопао у јака утврђења. У међувремену је наишла италијанска колона, која је од Раме кренула у помоћ Прозору. Припадници овог батаљона су пустили колону да им се приближи, и из заседе је уништили. Тада су била заплењена четири италијанска тенка и петнаест камиона.
Августа 1943. године био је одређен да у Врховни штаб НОВ и ПОЈ однесе важне извештаје Штаба Десете херцеговачке бригаде и Обласног комитета КПЈ за Херцеговину. Заједно са куриром Мухидином Башагићем (1918–1943) на извршењу овог задатка је био заробљен, када их је у једној шуми, у близини Невесиња изненадила једна немачка патрола и заробила. Били су потом пребачени у затвор у Мостару.
Стрељани су на месту Овојци, код села Полога, у близини Мостара 26. августа 1943. године са групом мостарских илегалаца међу којима је био Љубо Брешан Феђа (1913—1943), као и Мухидинова сестра Хајрија Башагић (1920—1943). После рата, њихови посмртни остаци су пренети и сахрањени на Партизанском гробљу у Мостару.
Указом Президијума Народне скупштине Федеративне Народне Републике Југославије, 20. децембра 1951. године, проглашен је за народног хероја.